# Сад трав Нунобики
Нунобики Хабу Эн (Сад трав Нунобики)  (яп. 布引ハーブ園) — ботанический сад в районе Тюо-ку города Кобе префектуры Хёго. Сад расположен между двумя станциями канатной дороги Кобе Нунобики: Кадзэ-но-Ока и Хабуэн Сантё. Он был открыт 23 октября 1991 года. В тот же день начала работать канатная дорога в районе железнодорожной станции Син-Кобе.

## Сад ароматов
Призванное подчеркнуть «экзотический» характер города это заведение было устроено в одном из уголков ботанического сада в знак того, что культура трав, укоренённая в западной повседневной жизни, прижилась и в Кобе.
Сад ароматов стоит из нескольких малых садов: Сада образцов трав, Лавандового сада, Синего сада, Ароматного газона и зоны отдыха с водопадом. Когда этот сад был открыт, в нем были посажены 142 видов трав вместе с цветами и другими растениями, чтобы у посетителей была возможность познакомиться с целебными травами. Сад хорошо известен как достопримечательность — часть комплекса Китано Идзинкан-гай и место с живописным видом на порт Кобе.

## Музей ароматов
Музей, посвящённый травам и истории их использования.

## Панорамный гостевой дом
В гостевом доме расположены:
- Магазин трав и цветов Кобе — продажа продукции с использованием трав (первый этаж)
- Ресторан «Сад трав» — в ресторане можно попробовать тематические блюда с травами. (второй этаж)
- Розмаринная комната — зал заседаний для проведения различных семинаров.

## Регулярные мероприятия
Проведение мероприятий приурочено к цветению трав.
- Ромашковый фестиваль(с апреля по май)
- Лавандовый фестиваль（с июня по июль）
- Фестиваль базилика (июль)
- Розмариновый фестиваль(с сентября по октябрь)
- Фестиваль шалфея (с октября по ноябрь)
- Вересковый фестиваль (март)

Есть и другие сезонные фестивали, которые проводятся регулярно.

## Фотогалерея

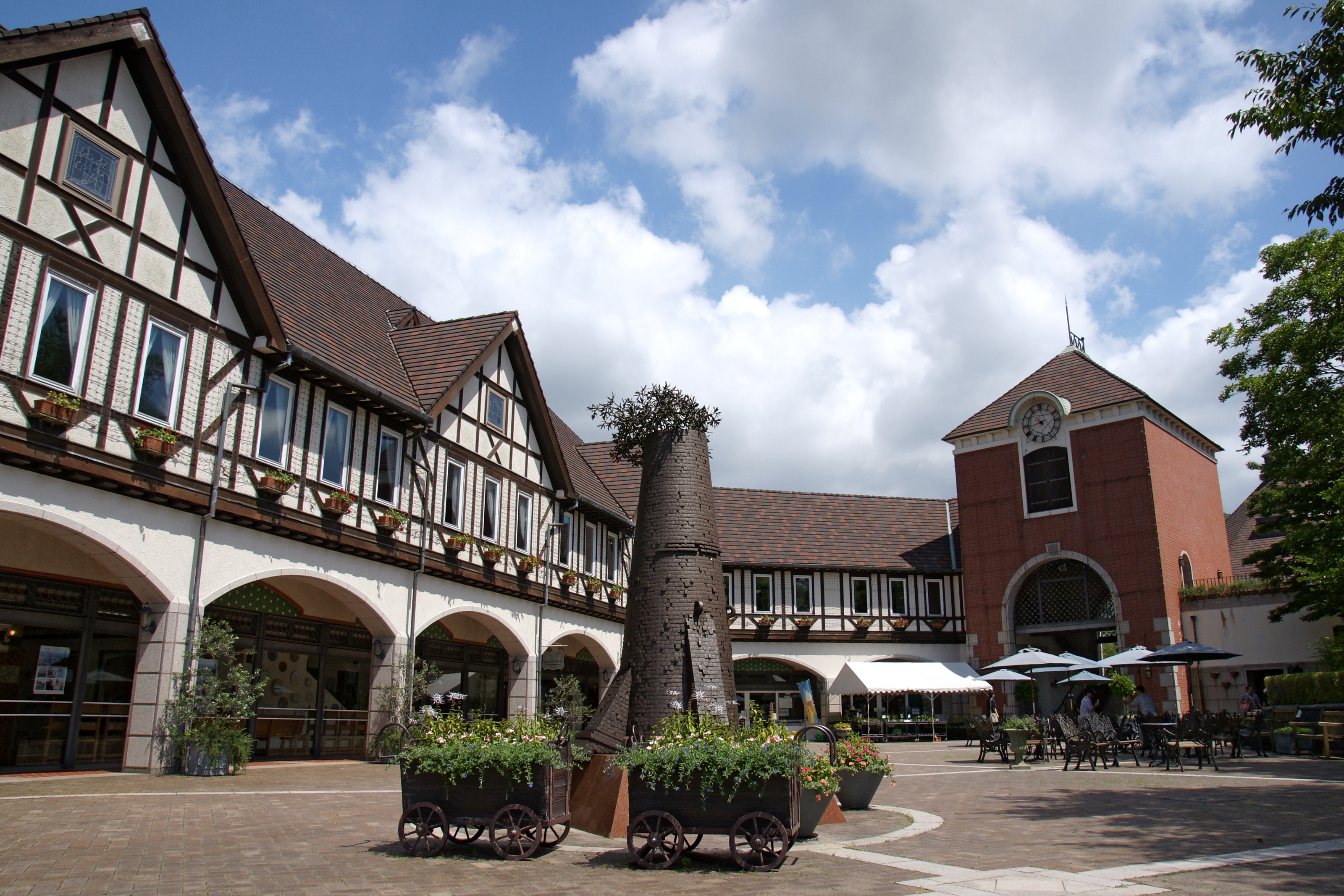
Панорамный гостевой дом
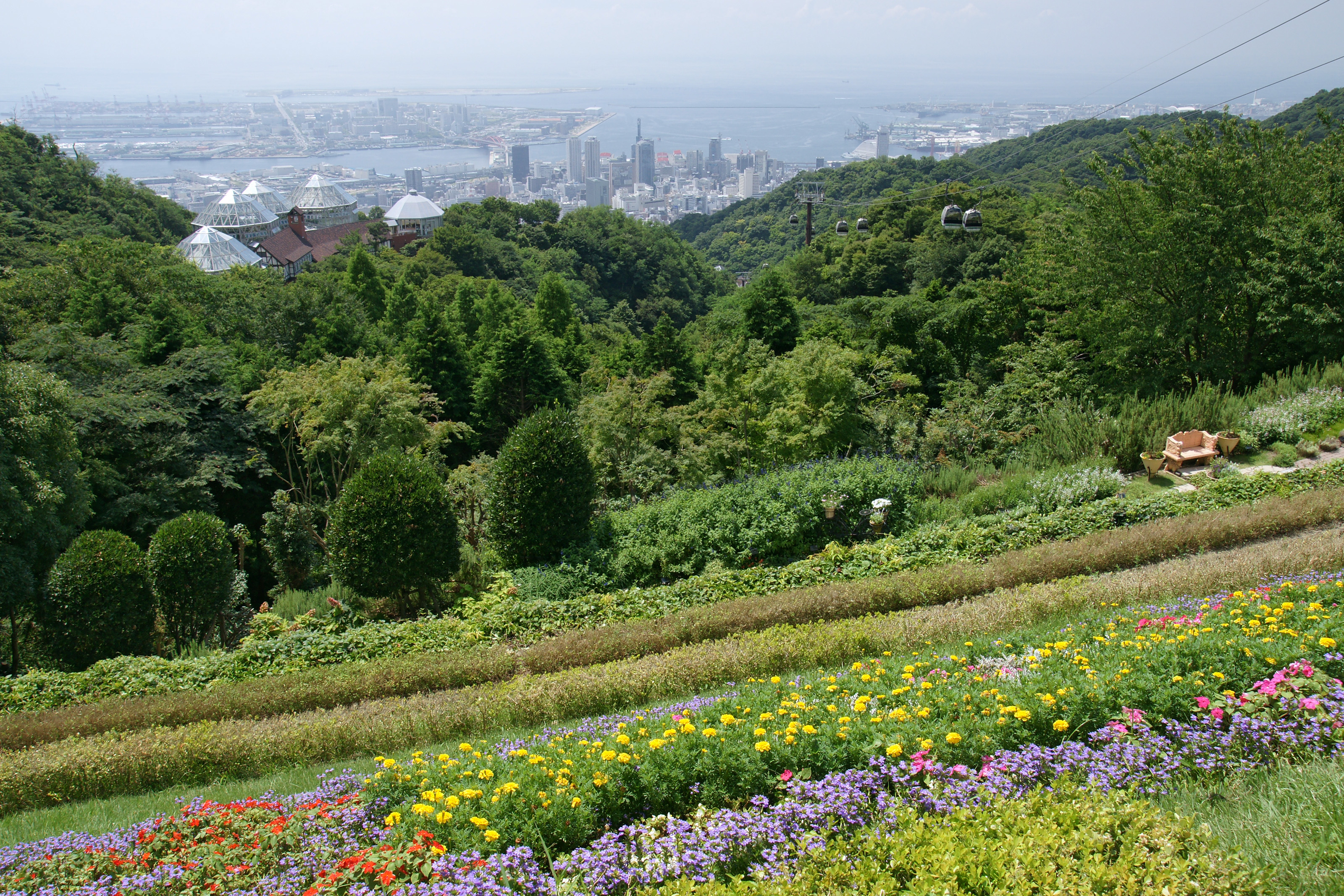
Сад ароматов в августе）
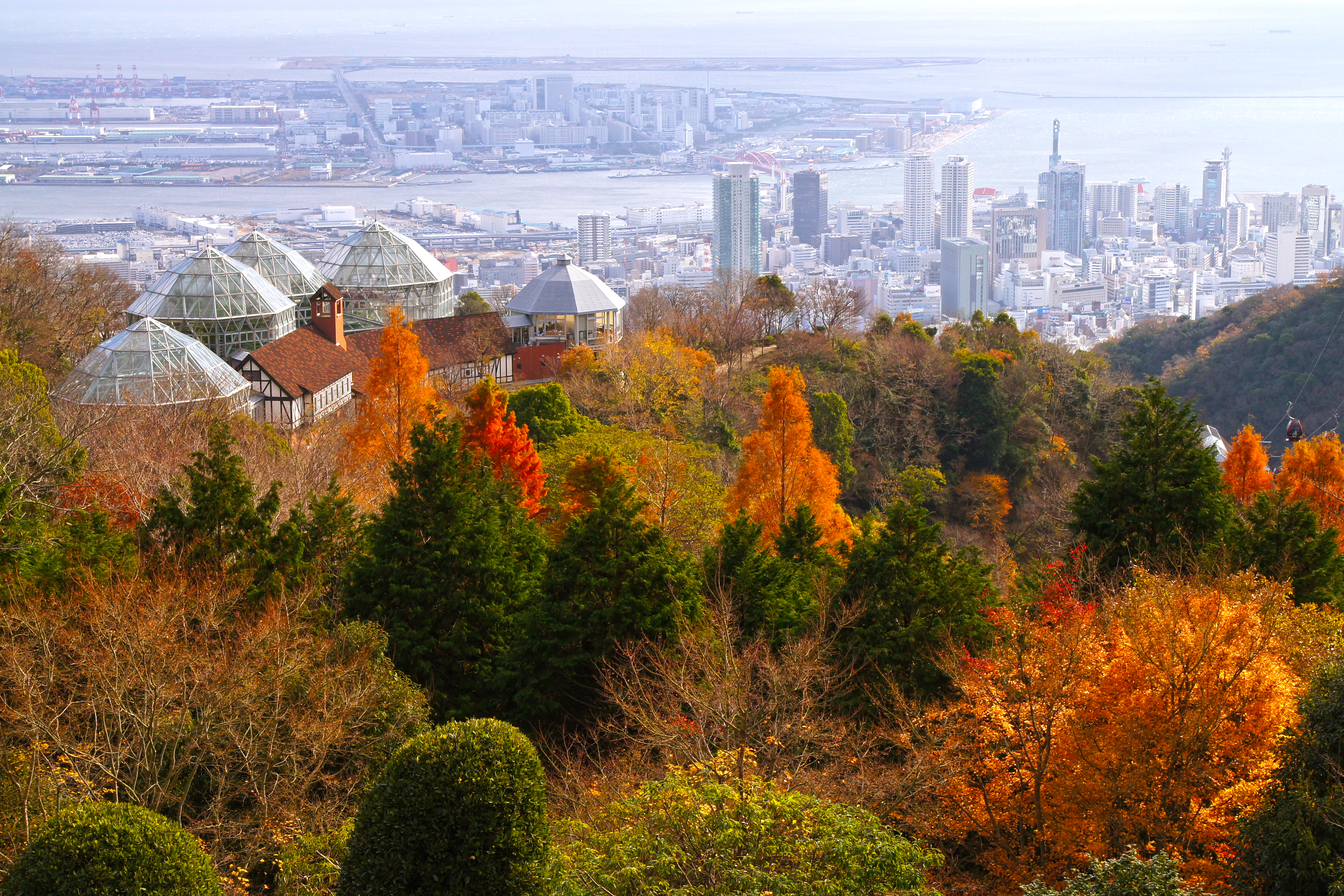
Сад ароматов в декабре
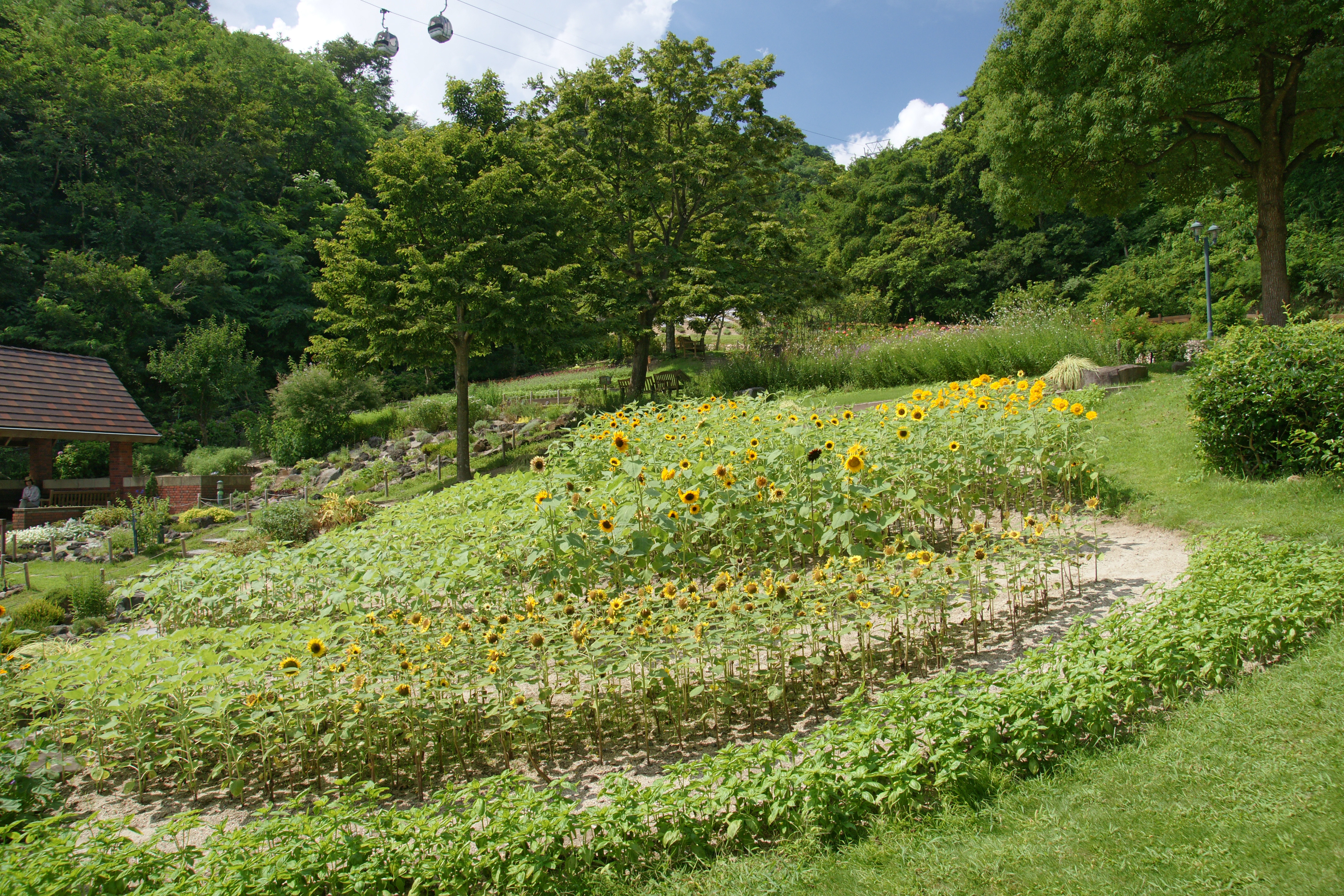
Луговые цветы
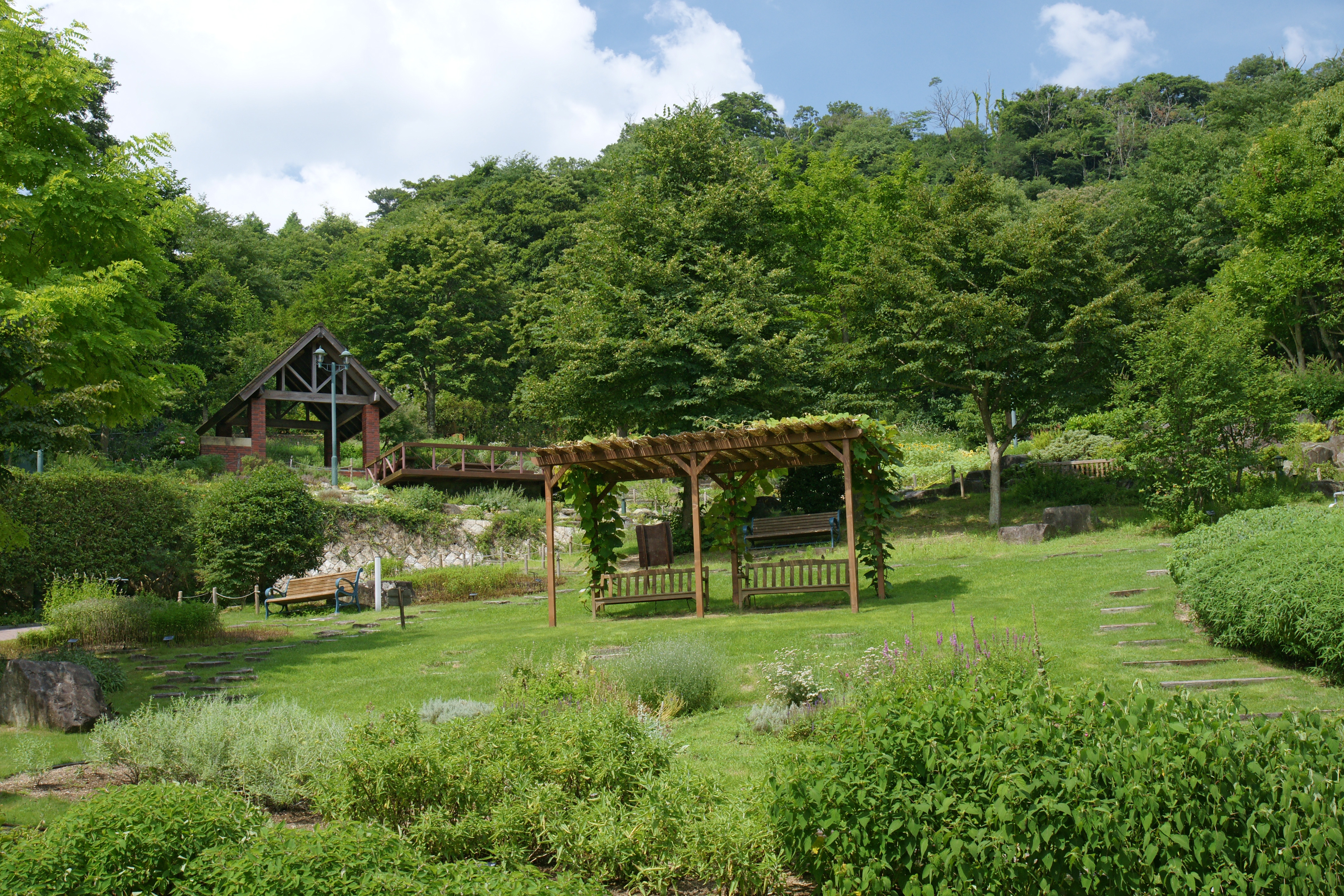
Ароматный газон в Саду ароматов
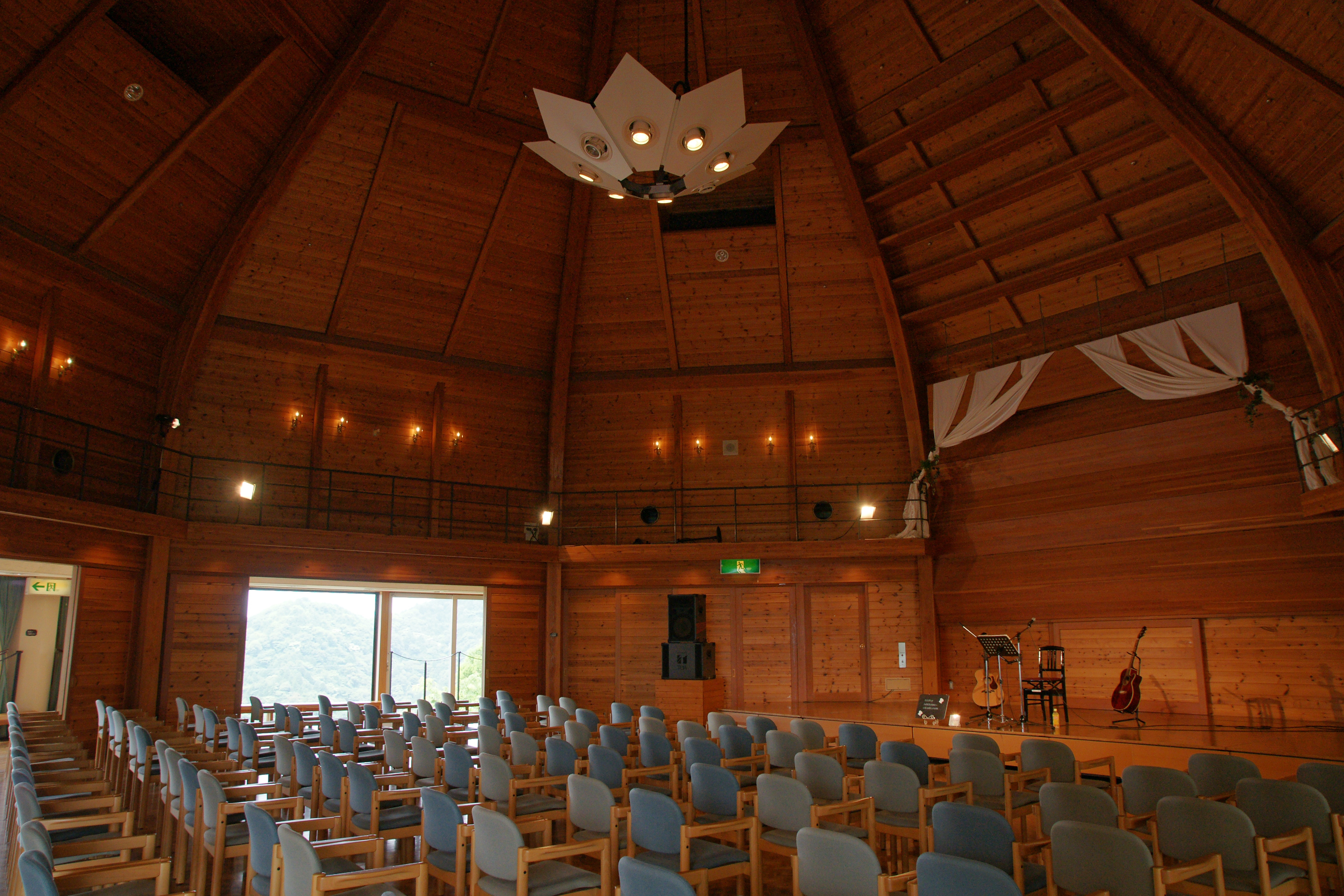
Лесной зал
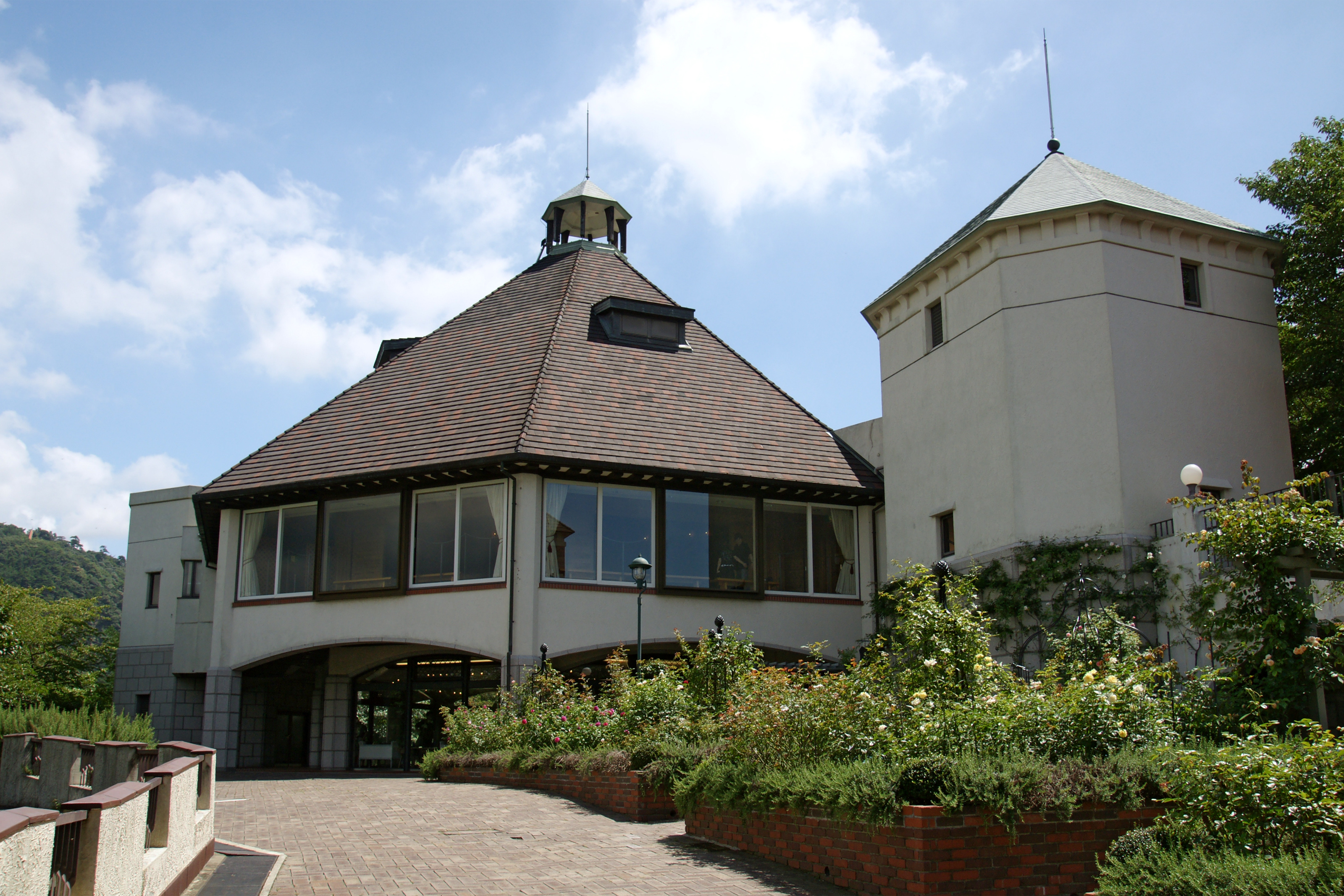
Музей Ароматов